# Leggende di Earthsea
Leggende di Earthsea (Tales from Earthsea) è una raccolta di racconti fantasy e saggi dell'autrice statunitense Ursula K. Le Guin, pubblicata da Harcourt nel 2001 ed è stata tradotta in italiano da Piero Anselmi per Arnoldo Mondadori Editore nel 2004.
I racconti sono tutti ambientati nell'arcipelago immaginario di Earthsea e si inseriscono nella narrazione degli eventi del Ciclo di Terramare.
La raccolta nel 2002 ha vinto l'Endeavour Award e il premio Locus come migliore raccolta. I racconti Il trovatore e Le ossa della terra hanno vinto il premio Locus nel 2002 rispettivamente come miglior racconto e miglior racconto breve.

## Contenuti
- Prefazione
- Il trovatore (The Finder)
- Diamante e Rosascura (Darkrose and Diamond, pubblicato la prima volta su The Magazine of Fantasy and Science Fiction nel 1999)
- Le ossa della terra (The Bones of the Earth)
- Nell'alta palude (On the High Marsh)
- Libellula (Dragonfly, pubblicato la prima volta nella raccolta Legends, Sperling & Kupfer, 2001)
- Una descrizione di Earthsea

## Edizioni
Leggende di Earthsea, trad. di Piero Anselmi, Fantasy Urania, Mondadori, 2004, p. 330.